# Hadja Fanta Sidibeh Jambo
Hadja Fanta Sidibeh Jambo (Hadja Sidibeh Jambo) ist eine gambische Leichtathletin.
Bei vier Leichtathletikwettkämpfen in der Nähe von Barcelona (Spanien) stellte sie 2009 mehrere gambische Rekorde auf. Über eine weitere Karriere ist nichts bekannt.

## Nationale Rekorde
| Disziplin              | Ergebnis | Datum           | Ort                    | Anmerkung |
| ---------------------- | -------- | --------------- | ---------------------- | --------- |
| 100 Meter Hürden       | 19,16 s  | 5. April 2009   | Mataró                 | [ 1 ]     |
| Stabhochsprung         | 1,50 m   | 19. April 2009  | Castellar del Vallès   | [ 1 ]     |
| 200-Meter-Lauf (Halle) | 28,25 s  | 11. Januar 2009 | Vilafranca del Penedés | [ 2 ]     |
| 60 Meter Hürden        | 11,16 s  | 17. Januar 2009 | Vilafranca del Penedés | [ 2 ]     |